# تولیمسکی کامن
تولیمسکی کامن (به لاتین: Tulymsky Kamen) یک منطقهٔ مسکونی در روسیه است که در سرزمین پرم واقع شده‌است. تولیمسکی کامن ۱٬۴۹۶ متر بالاتر از سطح دریا واقع شده‌است.